# HD77314
HD77314 — подвійна зоря. 
Ця подвійна система має видиму зоряну величину в смузі V приблизно 7,3.
Вона розташована на відстані близько 495,7 світлових років від Сонця.

## Подвійна зоря
Головна зоря цієї системи належить до хімічно пекулярних зір й має спектральний клас A2.
В той же час спектральний клас іншої компоненти залишається  ще не визначеним.

## Фізичні характеристики
Телескоп Гіппаркос зареєстрував фотометричну змінність  даної зорі з періодом    2,86 доби в межах від  Hmin= 7,15 до  Hmax= 7,08.

## Пекулярний хімічний склад
Зоряна атмосфера HD77314 має підвищений вміст 
Cr
.